# Centrolene antioquiensis
Centrolene antioquiensis es una especie de anfibio anuro de la familia Centrolenidae. Esta rana es endémica de la cordillera Central de Colombia entre los 1850 y los 2450 metros de altitud. Quizás sea un sinónimo de Centrolene peristicta. Habita junto a arroyos en bosques de montaña. Pone sus huevos en hojas junto a los arroyos, y cuando eclosionan los renacuajos caen al agua donde se desarrollarán.